# Michael Karpovich
Michael Karpovich (ur. 3 sierpnia 1888 w Tyfilisie w Gruzji, zm. 7 listopada 1959 w Cambridge w Massachusetts) – amerykański historyk pochodzenia rosyjskiego, badacz dziejów Rosji. 

## Życiorys
W okresie rewolucji 1905 roku należał do partii eserowców. Ukończył studia na wydziale historyczno-filologicznym Uniwersytetu Moskiewskiego. W maju 1917 został sekretarzem ambasadora rosyjskiego w USA. Od 1927 wykładał na Uniwersytecie Harvarda. Jest on uważany za ojca studiów rosyjskich (Russian Studies) w Stanach Zjednoczonych. Jego uczniami byli m.in.: Leopold H. Haimson, Firuz Kazemzadeh, Martin Malia, Richard Pipes, Oliver Henry Radkey, Marc Raeff, Hans Rogger, Donald W. Treadgold. 

## Wybrane publikacje
- Imperial Russia, New York 1932.
- (współautor) Economic History of Europe, 1937.
- (współautor) An Encyclopedia of World History, 1941.
- (redakcja) P.N. Miliukov, Outlines of Russian History, t. 1-3, 1943.